# Oncioderes
Oncioderes – rodzaj chrząszczy z rodziny kózkowatych i podrodziny zgrzypikowych.

## Zasięg występowania
Przedstawiciele tego rodzaju występują w Ameryce Południowej, od Gujany Francuskiej na północy po południową Brazylię.

## Systematyka
Do Oncioderes należą 3 gatunki:
- Oncioderes obliqua
- Oncioderes picta
- Oncioderes rondoniae